# Thư viện Quốc gia Cộng hòa Séc
Thư viện Quốc gia Cộng hòa Séc, (tiếng Anh: National Library of the Czech Republic, tiếng Séc: Národní knihovna České republiky) là thư viện trung tâm của Cộng hòa Séc. Nó được chỉ đạo bởi Bộ Văn hóa. Tòa nhà chính của thư viện nằm trong tòa nhà lịch sử Clementinum ở trung tâm Prague, nơi lưu giữ khoảng một nửa số sách. Nửa còn lại của bộ sưu tập được lưu trữ ở quận Hostivař. Thư viện Quốc gia là thư viện lớn nhất tại Cộng hòa Séc, có khoảng 6 triệu tài liệu. Thư viện có khoảng 60.000 độc giả đăng ký. Cũng như các văn bản tiếng Séc, thư viện cũng lưu trữ các tài liệu cũ từ Thổ Nhĩ Kỳ, Iran và Ấn Độ. Thư viện cũng chứa sách cho Đại học Charles ở Prague.

## Bộ sưu tập
Các bản thảo thời trung cổ quý giá nhất được lưu giữ trong Thư viện Quốc gia là Codex Vyssegradensis và Passional of Abbes Kunigunde.